# البودی
البودی یک منطقهٔ مسکونی در سوریه است که در استان لاذقیه واقع شده‌است.

## خصوصیات
البودی ۲٬۳۵۹ نفر جمعیت دارد.